# Ángel Zárraga
Ángel Zárraga y Argüelles est un peintre mexicain, né à Victoria de Durango le 16 août 1886 et mort le 22 septembre 1946.
Il est connu aussi bien comme peintre de chevalet que comme peintre de fresques murales.

## Biographie

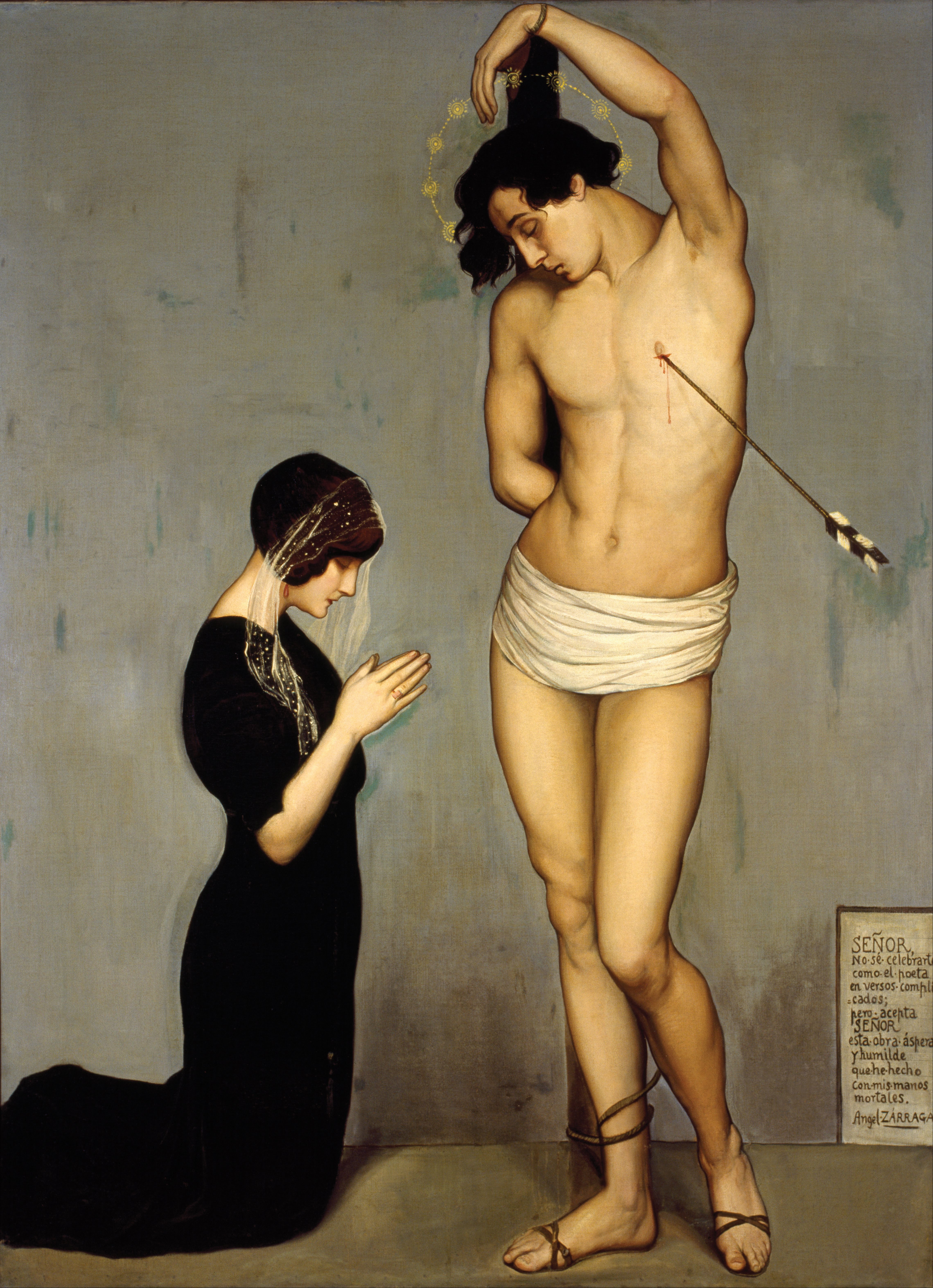
Offrande à saint Sébastien, 1912.

Issue d'une famille aisée, Ángel Zárraga s'installe en France en 1904, après avoir étudié les beaux-arts à Mexico à l'Academia de San Carlos. Par la suite, il fait plusieurs voyages, principalement en Belgique, Italie et Espagne.
Zárraga s'intéresse aux mouvements d'avant-garde tel que le cubisme, mais soucieux de préserver sa liberté, il n’adhère à aucun courant. Ses œuvres traduisent un fort attachement à une forme de mysticisme très ancré dans le folklore mexicain, qu'il conservera tout au long de son travail. 20 ouvrages de discipline cubiste, 1914-1917, et 20 tableaux récents, 1920-1921, seront exposés galerie Bernheim-Jeune entre le 26 octobre et le 5 novembre 1921. René Delange et Félix Fénéon dialogueront en forme de préface au catalogue de l'exposition. Ce culte à une figure humaine empreinte de religiosité va l'amener à réaliser ses premières fresques murales pour des demeures privées (1922, château de Vert-Cœur près de Versailles) et pour une église où, en 1924, il essaie pour la première fois l'encaustique (crypte de Notre-Dame-de-la-Salette à Suresnes, banlieue parisienne). Il réalise à fresque le Chemin de Croix de l'église Saint-Martin à Meudon en 1940.
Son œuvre majeure est sans aucun doute la commande qu'il réalise pour la légation mexicaine à Paris entre 1926 et 1927. Zárraga, qui n'a pas vécu la Révolution mexicaine, est imprégné de ce Paris des années folles qui prône toutes les libertés. Il a de grandes affinités avec le symbolisme et l'art déco. Les fresques qu'il exécute, d'une ambition à la fois moderniste et didactique, ont pour finalité d'inscrire le Mexique dans le concert du progrès universel. Sa conception de l'allégorie, dont il se sert comme illustration, n'a rien à voir avec celle des muralistes mexicains alors engagés politiquement dans un mouvement où l'art mural doit être au service d'une idéologie, la lutte des classes, du peuple. Les allégories de Zárraga sont plutôt décoratives, liées à l'air du temps (femme indépendante qui arbore des vêtements raccourcies et une coupe de cheveux « à la garçonne », éléments de végétation exotique), mais elles sont également imprégnées d'un certain patriotisme où l'amitié avec la France occupe une place privilégiée.
Il a réalisé des fresques dans la crypte de l'église Notre-Dame de la Salette (Suresnes) mais qui ont été supprimées après la Seconde Guerre mondiale,.
Les huiles sur toiles commandées par l'architecte Alberto J. Pani, alors ministre plénipotentiaire du Mexique, seront réparties à l'origine dans plusieurs pièces de la résidence et de la légation, avant d'être rapatriées au Mexique.
Après être rentré au Mexique, Zárraga y meurt en 1946.

## Galerie

Danseuse nue, 1907-1909
La femme et le pantin, 1909
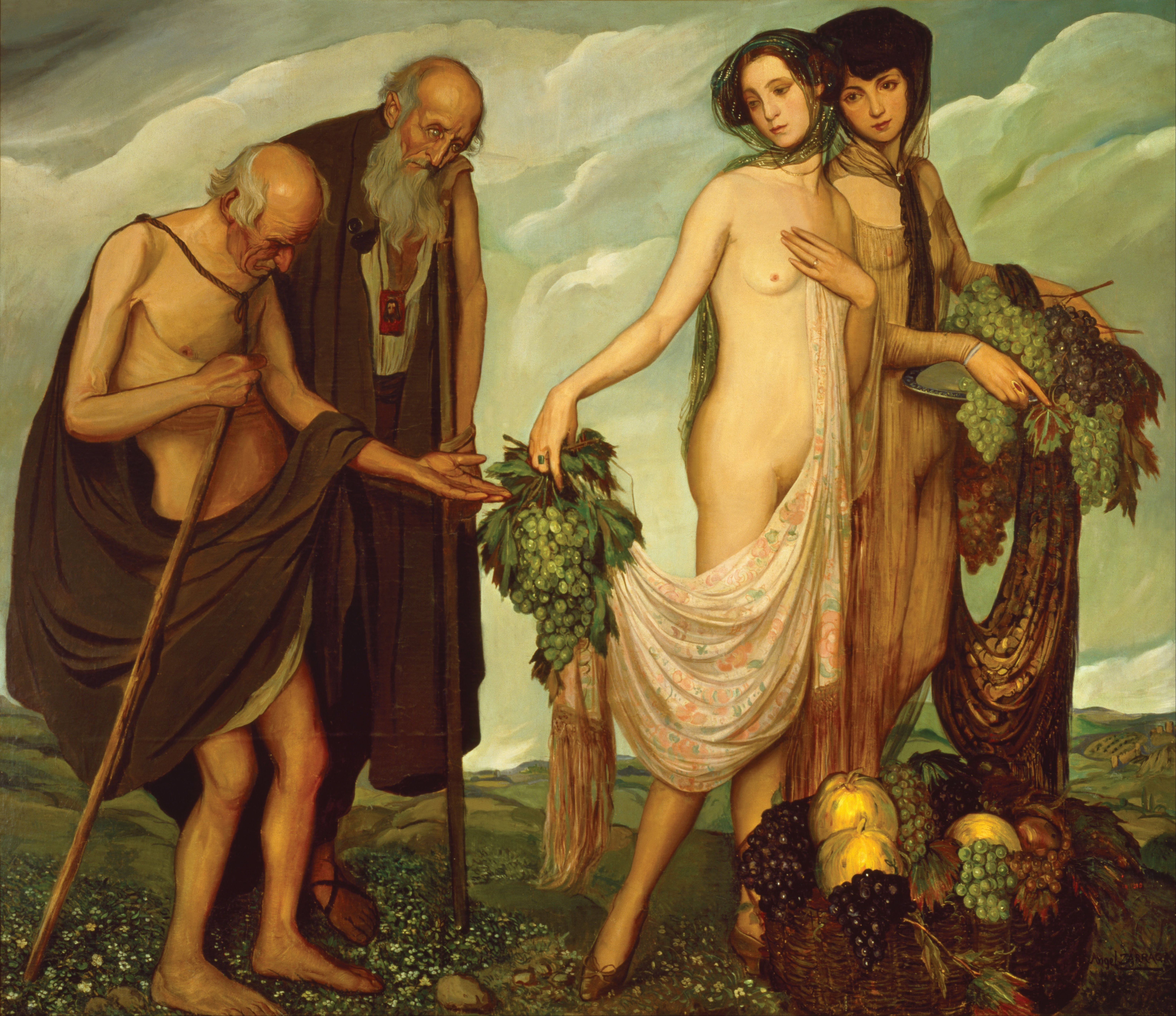
Le don, 1910
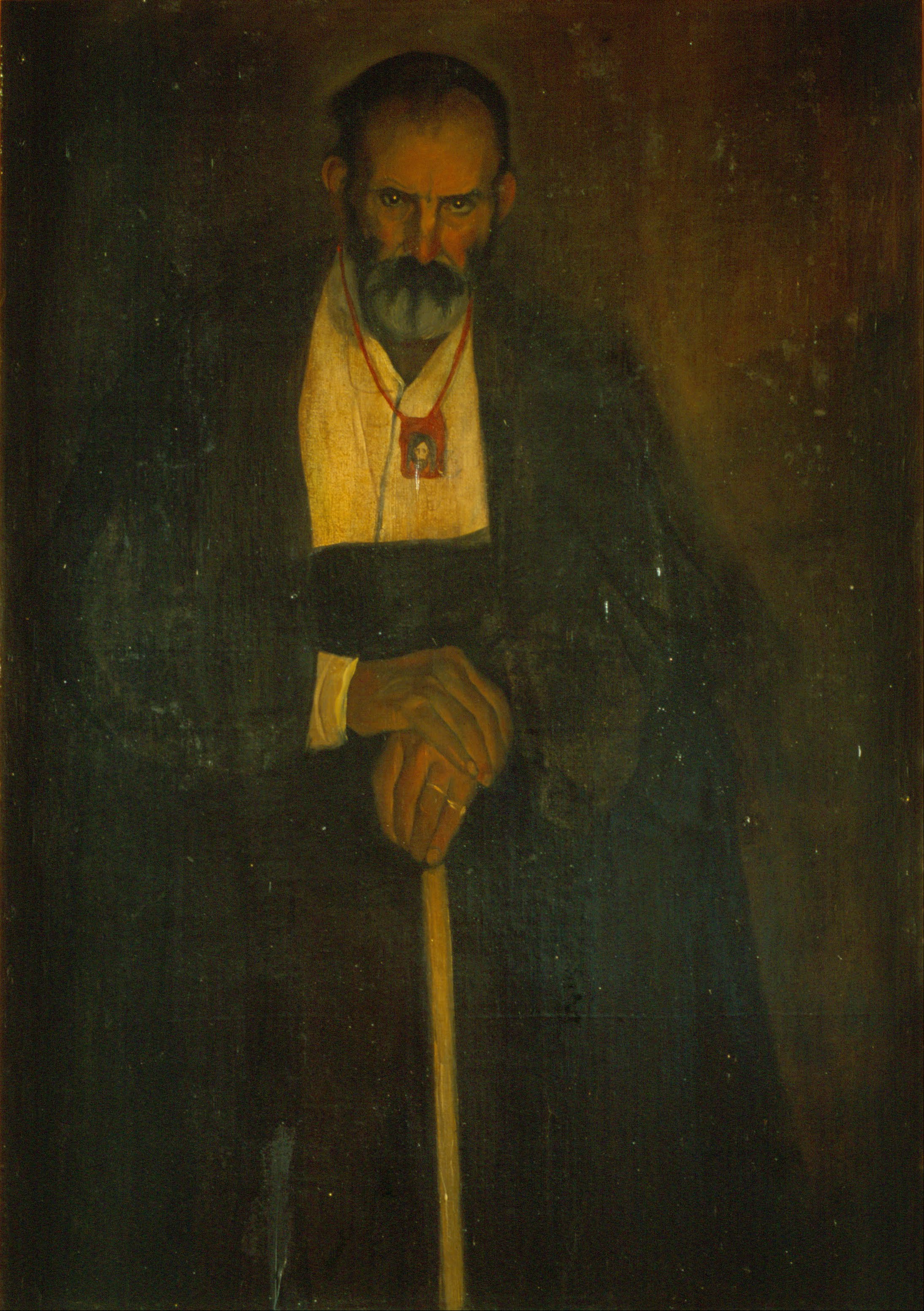
Vieil homme avec scapulaire et bâton, s/d
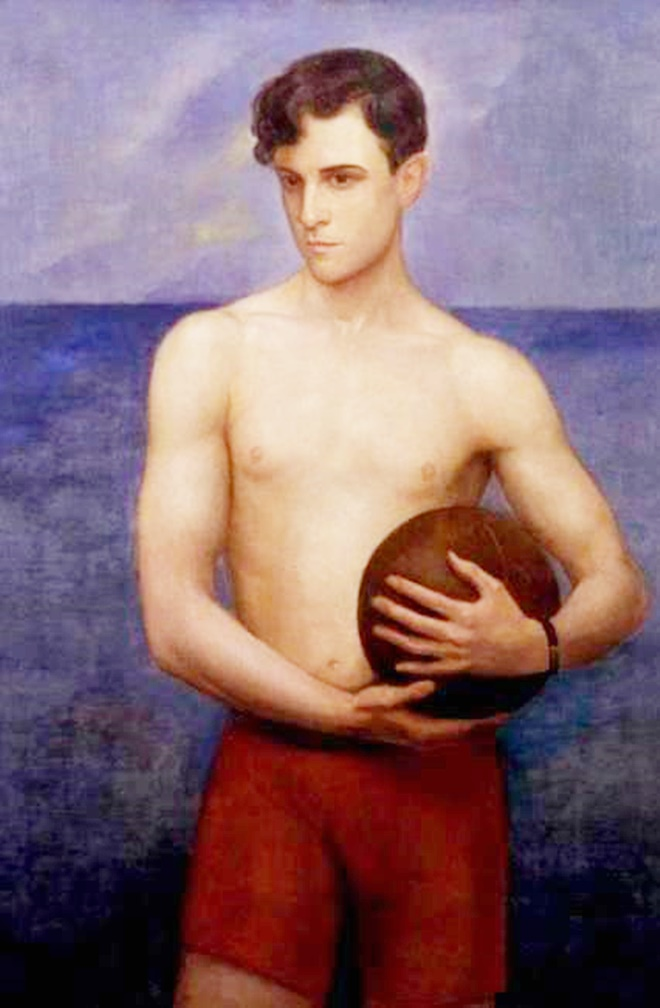
Portrait de Ramon Novarro, 1929 (huile sur bois)
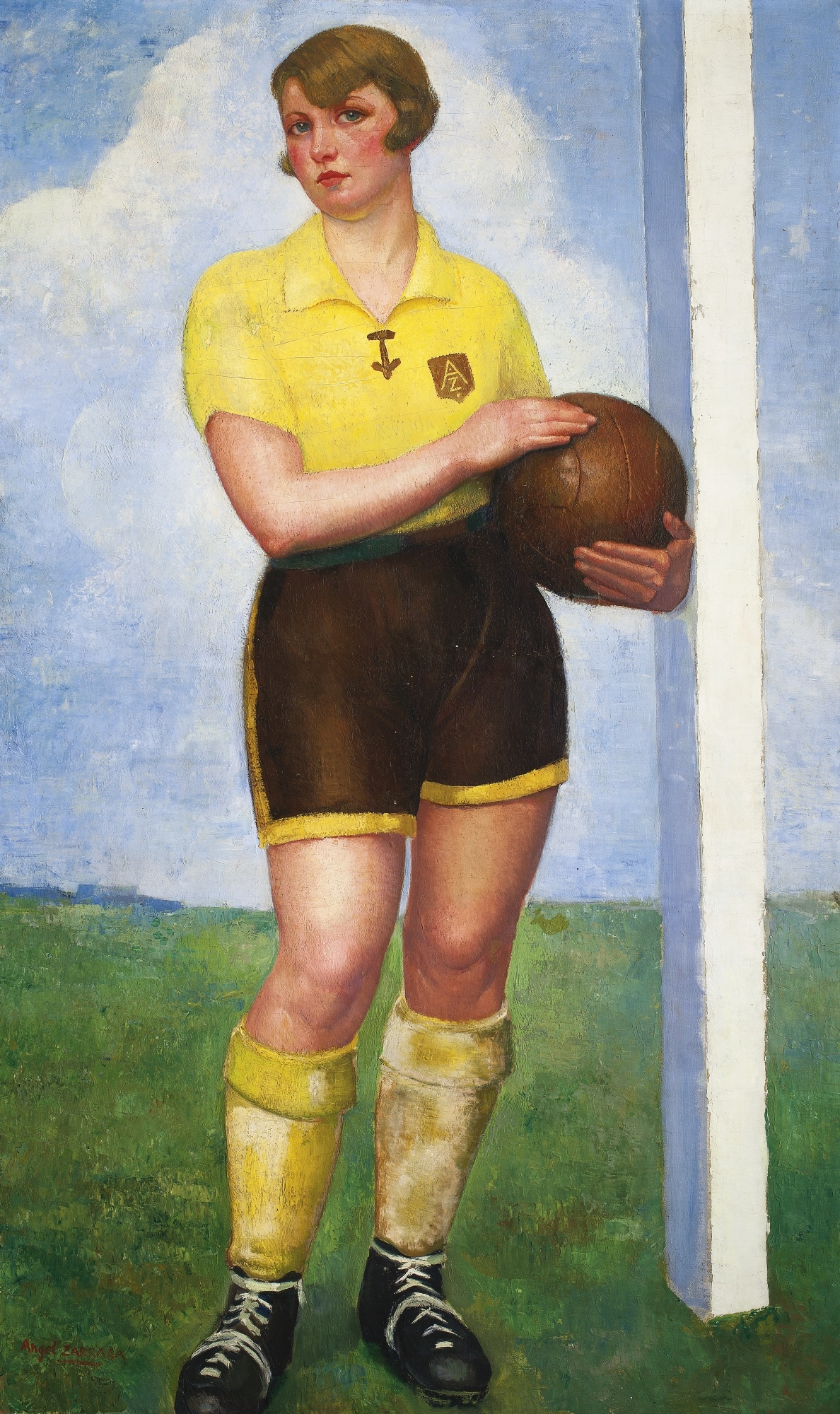
La footballeuse blonde, 1926
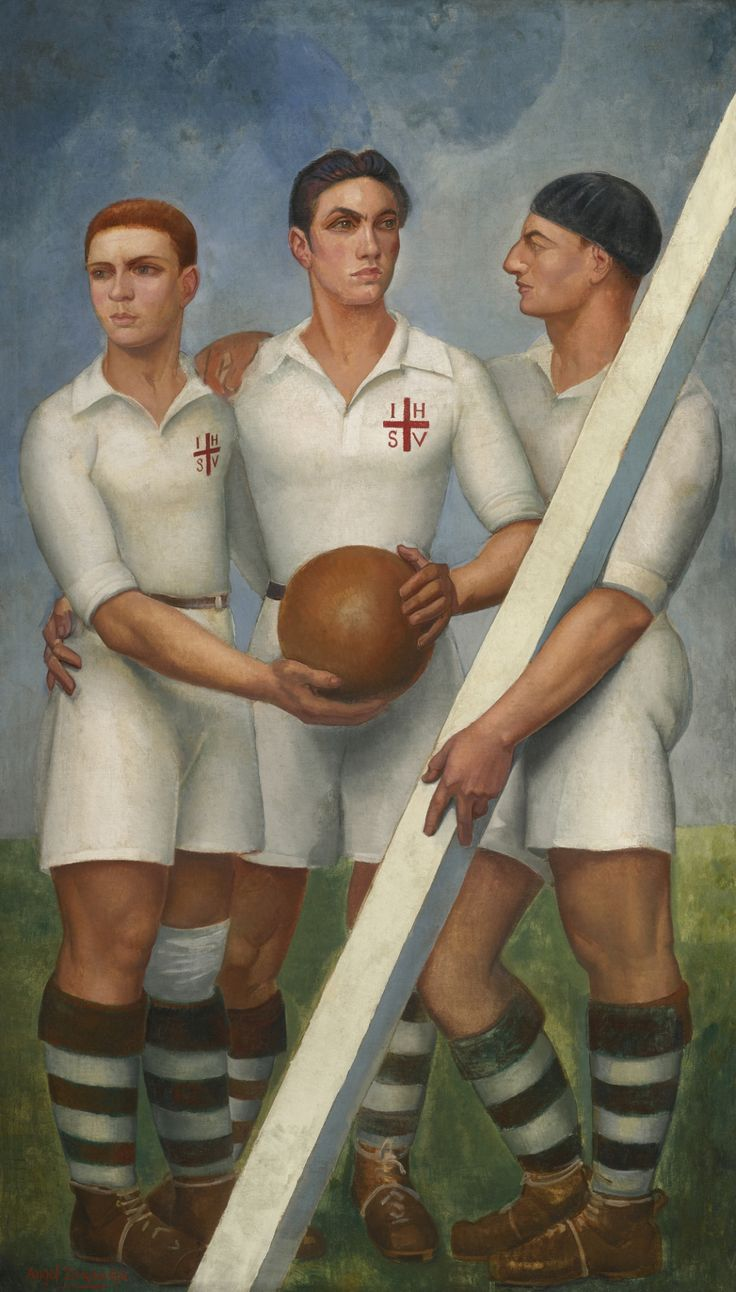
Trois joueurs au béret, 1921
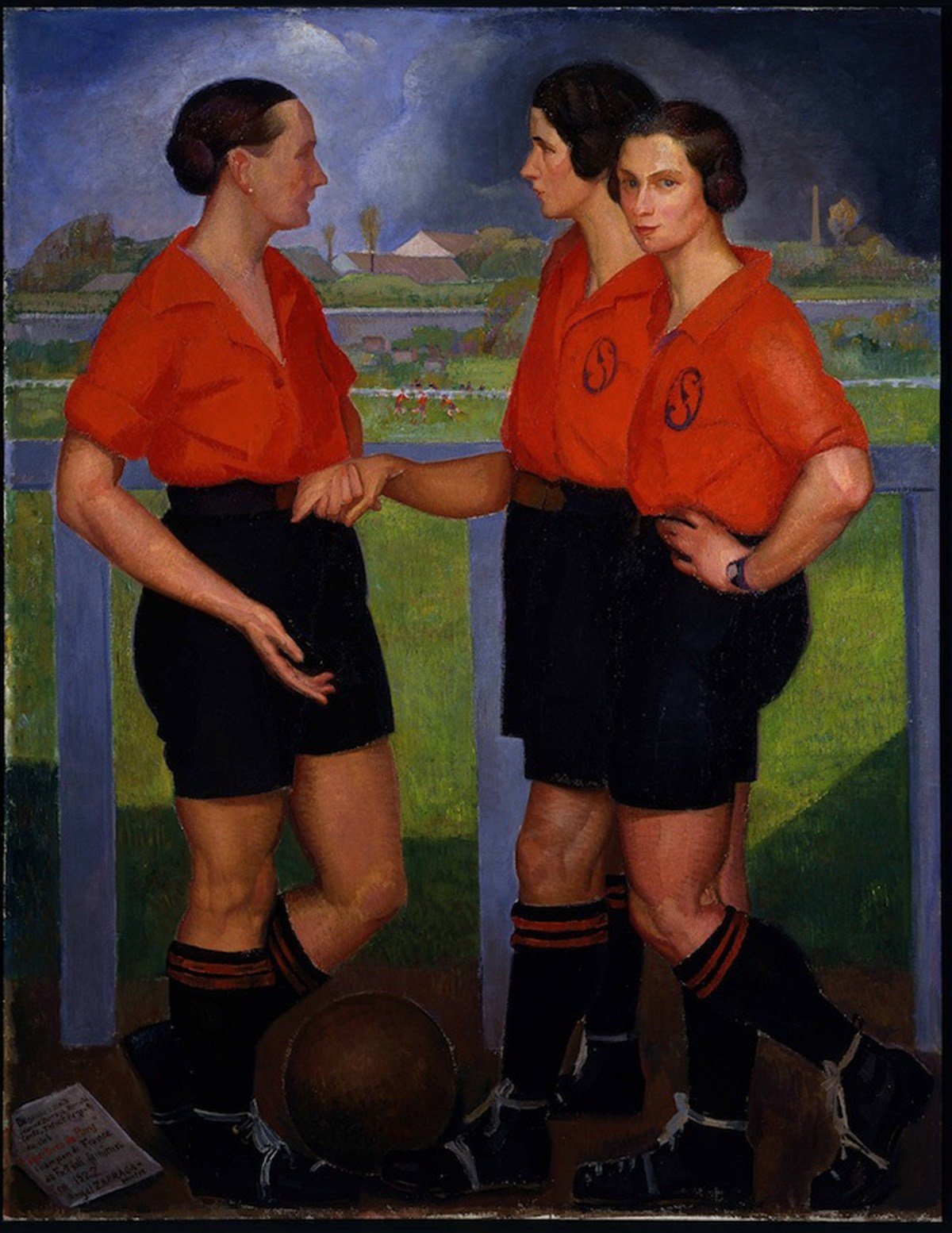
Joueuses de football, 1922
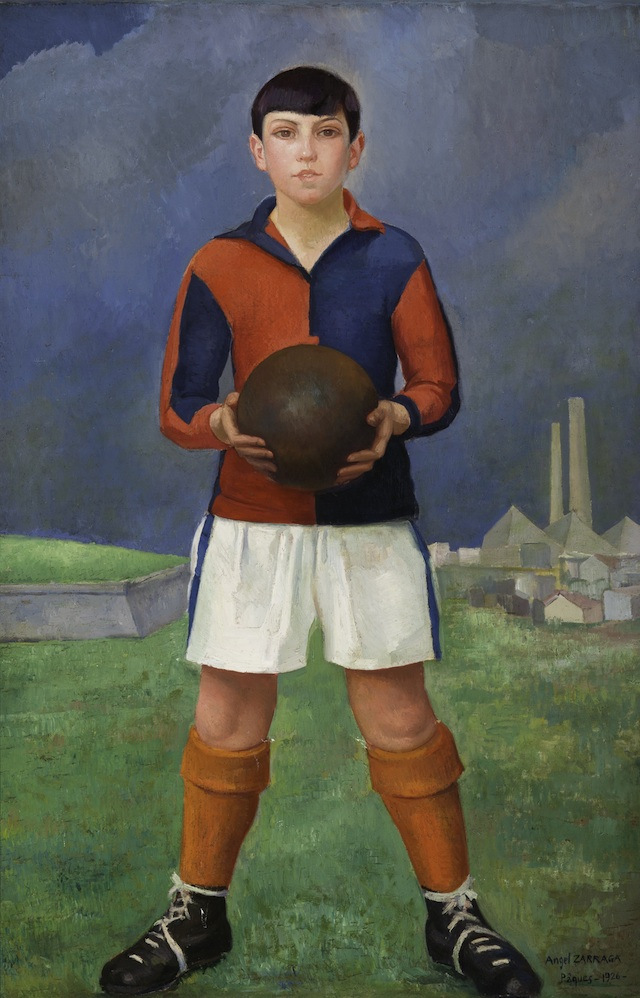
Le sens de la création, 1926